# Washakie Ten, Wyoming
Washakie Ten är en ort i Washakie County i centrala delen av den amerikanska delstaten Wyoming. Orten är belägen omkring 10 kilometer norr om countyts huvudort Worland, på östra sidan av Bighorn River vid U.S. Route 16/20. Orten hade 604 invånare vid 2000 års federala folkräkning, då den klassades som census-designated place.